# 前586年
| 千纪： | 前1千纪 |
| 世纪： | 前7世纪 \| 前6世纪 \| 前5世纪 |
| 年代： | 前610年代 \| 前600年代 \| 前590年代 \| 前580年代 \| 前570年代 \| 前560年代 \| 前550年代                                                                                   |
| 年份： | 前591年 \| 前590年 \| 前589年 \| 前588年 \| 前587年 \| 前586年 \| 前585年 \| 前584年 \| 前583年 \| 前582年 \| 前581年                                                     |
| 纪年： | 周定王二十一年 魯成公五年 齐顷公十三年 晉景公十四年 秦桓公十八年 宋共公三年 楚共王五年 衛定公三年 陈成公十三年 蔡景侯六年 曹宣公九年 郑悼公元年 燕昭公元年 杞桓公五十一年 |

## 大事記
- 新巴比倫王國國王尼布甲尼撒二世征服猶太王國，摧毀耶路撒冷聖殿，大批猶太人被囚禁於巴比倫城，史稱巴比倫囚虜。

## 逝世
- 周定王